# سفارة مالي في فرنسا
سفارة مالي في فرنسا هي أرفع تمثيل دبلوماسي لدولة مالي لدى فرنسا. تقع السفارة في باريس وهي تهدف لتعزيز المصالح المالية في فرنسا.

## وصلات خارجية
- قائمة سفارات مالي
- قائمة السفارات في فرنسا